# VEB Nähmaschinenwerke
Der VEB Nähmaschinenwerke Altenburg war ein volkseigener Betrieb, bestehend aus drei ehemaligen Nähmaschinenwerken im ostthüringischen Altenburg.

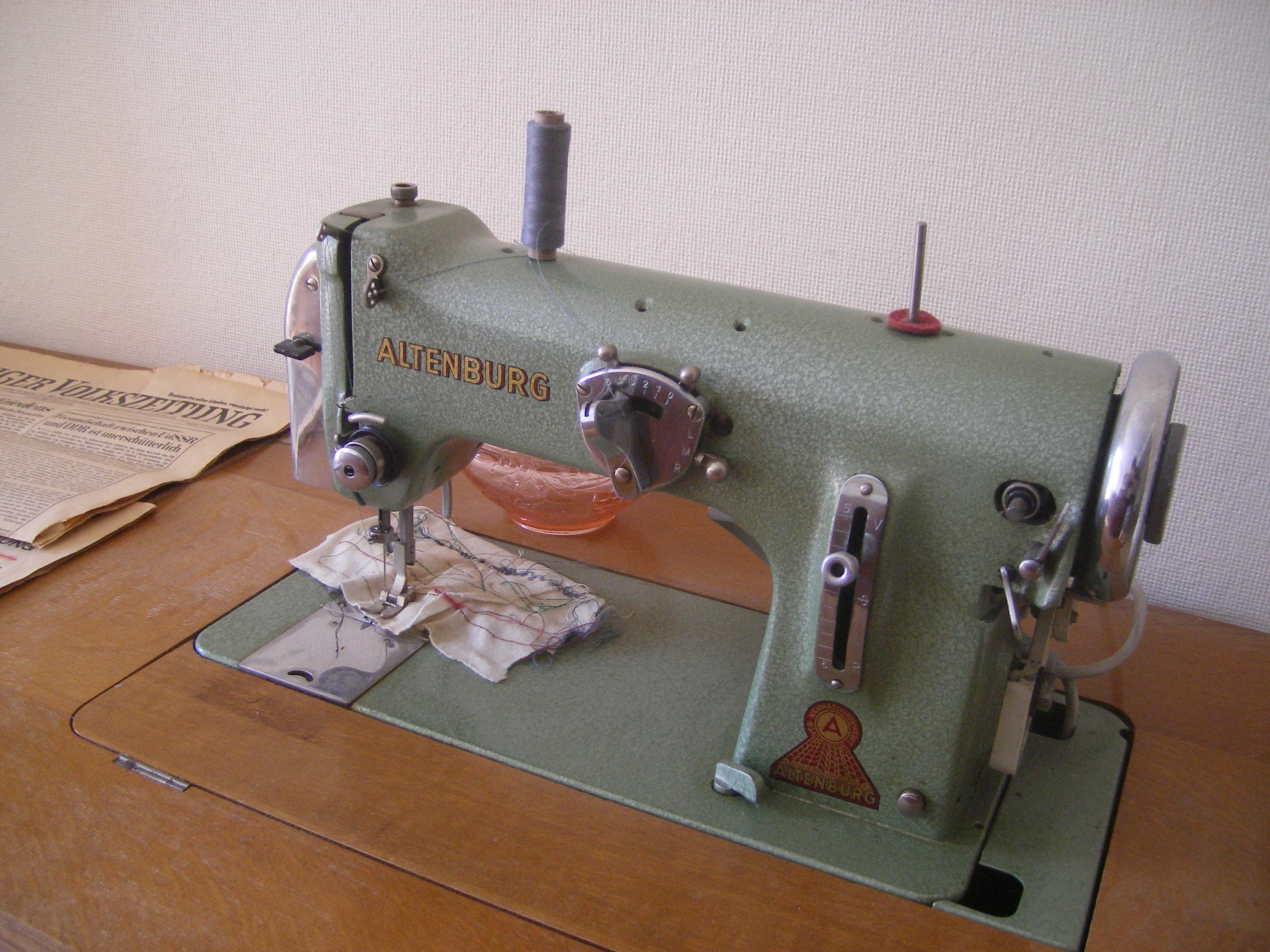
Nähmaschine aus dem VEB im Historischen Friseursalon

## Geschichte
Die erste Nähmaschinenfabrik in Altenburg namens „Dietrich und Co“ entstand im Jahre 1871, am 1. Juli. Die Gründer waren Leopold Oskar Dietrich, Hermann Köhler und Gustav Winselmann. Bereits zwei Jahre später schied Dietrich aus, der eine eigene Fabrik gründete, 1880 wurde dann eine neue Fabrik errichtet im heutigen Gewerbepark Alte Fabrik (Friedrich-Ebert-Straße), dort wurde auch die Vesta produziert. Winselmann gründete 1891 die Nähmaschinenfabrik „Gustav Winselmann“ in der Zwickauer Straße, während die von Hermann Köhler (Käthe-Kollwitz-Straße) 1921 in eine Aktiengesellschaft umgewandelt wurde. Die Verstaatlichung dieser erfolgte am 10. Mai 1947, ein Jahr später erfolgte dann die Zusammenlegung mit der Firma „L. O. Dietrich“. In Lauscha hatte der Betrieb ein Erholungsheim. Zuletzt war der Betrieb in das Kombinat Textima eingegliedert.
Im Jahre 1990 erfolgte die Reprivatisierung, der neue Name war ALTIN (Altenburger Textilindustrienähmaschinen). Jedoch überlebte diese Firma nicht lang.